# Niegowa (gromada)
Niegowa – dawna gromada, czyli najmniejsza jednostka podziału terytorialnego Polskiej Rzeczypospolitej Ludowej w latach 1954–1972.
Gromady, z gromadzkimi radami narodowymi (GRN) jako organami władzy najniższego stopnia na wsi, funkcjonowały od reformy reorganizującej administrację wiejską przeprowadzonej jesienią 1954 do momentu ich zniesienia z dniem 1 stycznia 1973, tym samym wypierając organizację gminną w latach 1954–1972.
Gromadę Niegowa z siedzibą GRN w Niegowej utworzono – jako jedną z 8759 gromad na obszarze Polski – w powiecie zawierciańskim w woj. stalinogrodzkim, na mocy uchwały nr 24/54 WRN w Stalinogrodzie z dnia 5 października 1954. W skład jednostki weszły obszary dotychczasowych gromad Łutowiec, Mirów, Moczydło, Niegowa, Niegowa-Okupniki, Niegówka, Ogorzelnik i Postaszowice ze zniesionej gminy Niegowa w tymże powiecie, a także oddziały leśne nr nr 14B i 13Bg z Nadleśnictwa Rzeniszów. Dla gromady ustalono 22 członków gromadzkiej rady narodowej.
1 stycznia 1956 gromada weszła w skład nowo utworzonego powiatu myszkowskiego w tymże województwie
20 grudnia 1956 województwo stalinogrodzkie przemianowano (z powrotem) na katowickie.
1 stycznia 1957 do gromady Niegowa włączono wieś Bobolice z gromady Zdów w powiecie zawierciańskim w tymże województwie.
31 grudnia 1959 do gromady Niegowa włączono obszary zniesionych gromad Ludwinów i Mzurów w tymże powiecie.
Gromada przetrwała do końca 1972 roku, czyli do kolejnej reformy gminnej. 1 stycznia 1973 – tym razem w powiecie myszkowskim – reaktywowano gminę Niegowa.